# دانقاتارتپه
دانقا تار تپه مربوط به عصر آهن است و در شهرستان گنبدکاووس، روستای سارجه کر واقع شده و این اثر در تاریخ ۲۲ تیر ۱۳۷۹ با شمارهٔ ثبت ۲۷۲۳ به‌عنوان یکی از آثار ملی ایران به ثبت رسیده است.